# Дальневосточный художественный музей
Дальневосточный художественный музей (ДВХМ) — художественный музей в Хабаровске.

## История
Музей был открыт 5 июля 1931 года, став первым на Дальнем Востоке специализированным художественным музеем. В основу его коллекции легло собрание произведений искусства художественного отдела Хабаровского краеведческого музея, состоявшее, по данным на 1928 год, из 136 единиц хранения. Помимо этого для Дальневосточного художественного музей были специально отобраны 1100 экспонатов из ведущих музеев страны: Эрмитажа, Русского музея, Государственной Третьяковской галереи, Музея изобразительных искусств им. А. С. Пушкинa, музея нового искусства, исторического музея, музея фарфора и ВХУТЕИНа. В дальнейшем экспозиция музея пополнялась за счёт самостоятельных приобретений. Особое внимание музей уделял популяризации прикладного искусства дальневосточных народностей, предметы которого преподносились как художественные произведения, а не этнографические экспонаты.
По данным на 2022 год, в фондах музея было около 17 000 единиц хранения. Планируется строительство нового музейного здания.